# Mabila
La vila de Mabila (o Mavila, Mavilla, Mauvilla) era una petita vila fortificada del cap Tuskaloosa en 1540, en una regió de l'actual Alabama central. La localització exacta ha estat debatuda durant segles. Mabila era un cavall de Troia, vila falsa que ocultava més de 2.500 guerrers nadius que planejaven atacar l'expedició de l'explorador espanyol Hernando de Soto en 1540.

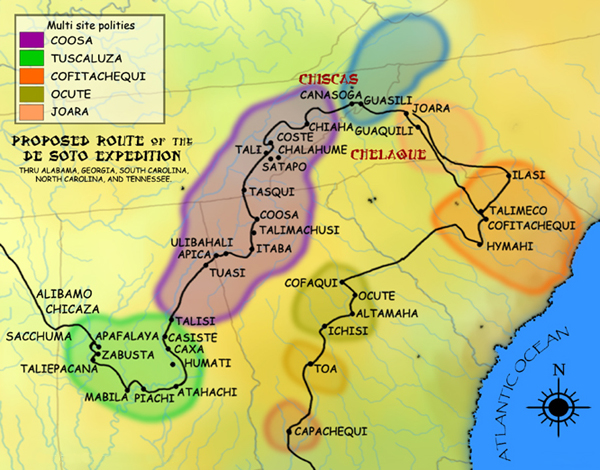
Ruta de De Soto: el mapa mostra Mabila (a baix a l'esquerra, en cercle verd) en l'expedició d'Hernando de Soto a través de Geòrgia, Carolina del Sud, Carolina del Nord, Tennessee, Alabama, Mississipi i Arkansas.

Quan Hernando de Soto s'havia trobat per primer cop amb Tuskaloosa a la seva vila, i li demanà aliments, Tuskaloosa els va aconsellar viatjar a una altra de les seves ciutats, coneguda com a Mabila, on li esperaven subministraments. Un missatger natiu va ser enviat per davant a Mabila, però quan Tuskaloosa i el primer grup d'espanyols van arribar, Tuskaloosa simplement els va demanar que marxessin. Quan es va desencadenar una baralla entre un soldat i un nadiu, molts guerrers ocults van sortir de les cases i van començar a disparar fletxes. Els espanyols van fugir, deixant les seves pertinences a l'interior de la fortalesa. El conflicte total que va resultar s'anomena batalla de Mabila.

## La vila fortificada
El recinte emmurallat de Mabila, un dels molts que els espanyols van trobar en els seus viatges, era tancat en una gruixuda paret estucada de 5 metres d'alt, feta de gran troncs lligats amb la bigues creuades i cobertes d'estuc de fang o palla, que semblaven una paret sòlida. La fortalesa va ser defensada per trets de fletxes o pedres llançades.
La ciutat de Mabila va ser descrita per l'Inca Garcilaso de la Vega com a:
"...En una planura hi havia un recinte de tres estados (al voltant de 5 metres) d'altura, que era fet de troncs tan gruixuts com bous. Ells van ser conduïts al camp proper tan junts que es tocaven entre si. Altres bigues, més llargues i no tan espesses, es van col·locar transversalment a la part exterior i a l'interior i unides amb bastons de divisió i cordes fortes. A la part superior era coberta amb una gran quantitat de fang barrejat amb palla llarga, barreja que omple totes les esquerdes i espais oberts entre els troncs i els seus mitjans de fixació, de tal manera que realment semblava una paret acabada amb paleta. A intervals de cinquanta passos al voltant d'aquest recinte, hi havia torres capaces d'albergar set o vuit homes que podrien lluitar-hi. La part inferior de la fortalesa, a "l'altura d'un estado" (5,55 metres), estava ple de llacunes per disparar fletxes als de fora. El poble tenia només dues portes, una a l'est i l'altre a l'oest. Al mig del poble hi havia una espaiosa plaça al voltant de la qual hi havia les cases més grans i importants."

## La batalla de Mabila
Les majors pèrdues sofertes pels espanyols es van produir durant la batalla a Mabila. De Soto havia pres al poderós cap Tuskaloosa, des de la seva pròpia ciutat, a una altra ciutat on el cap s'havia compromès a proporcionar-li subministraments.
El 18 d'octubre de 1540, de Soto i la seva expedició van arribar a Mabila, un poble fortificat situat en una plana. Er envoltada d'una estacada de fusta amb bastions perquè els arquers disparessin els seus arcs llargs. En arribar a Mabila, els espanyols pensaren que alguna cosa anava malament. La població de la ciutat era exclusivament masculina, joves guerrers i homes amb rangle. Hi havia diverses dones, però sense fills. Els espanyols també es va adonar que l'estacada s'havia reforçat recentment, i que tots els arbres, arbustos i fins i tot les males herbes s'havien netejat des de fora de l'assentament d'una longitud d'un tret de ballesta. Fora de l'estacada, al camp s'havia vist un guerrer ancià arengant els guerrers més joves, i els liderava en simulacres d'escaramusses i exercicis militars.
Quan els espanyols van arribar a la ciutat de Mabila, governada per un dels vassalls de Tuskaloosa, el cap demanà De Soto que li permetés quedar-s'hi. Quan de Soto es va negar, Tuskaloosa l'¡advertí que sortís de la vila, i després es va retirar a una altra habitació, i es va negar a parlar més. Es va demanar a un cap menor que intercedís, però no va voler. Un dels espanyols, d'acord amb Elvas, "el va agafar pel mantell de pells de marta que tenia, li va treure pel cap, i el va deixar a les seves mans, després de la qual cosa, els indis tot començaren a pujar, li van donar un cop amb un matxet que li va fer un tall a l'esquena, quan, amb crits forts, van sortir de les cases, disparant els seus arcs."
Els espanyols amb prou feines van escapar de la ciutat ben fortificada. Els indígenes van tancar les portes i "repicaren els seus tambors, van aixecar les banderes, amb gran cridòria." De Soto decidí atacar la ciutat, i en la batalla que va seguir, els registres d'Elvas: "Els indis van lluitar amb tan gran esperit que, moltes vegades, van obligar la nostra gent a sortir de la ciutat. La lluita va durar tant de temps que molts cristians, cansats i amb molta set, va anar a beure en una bassa a prop, tenyida amb la sang dels morts, i van tornar a la lluita."
De Soto tenia els seus homes calant foc a la ciutat, a continuació, segons conta Elvas, 
"Atacaren i colpejaren al indis, van fugir del lloc, la cavalleria i la infanteria els guiaren de tornada a través de les portes, on perdent l'esperança d'escapar, van lluitar valentament; i els cristians s'enfrontaren a ells amb matxets, es trobaren per tot arreu pels seus cops, quan molts, corrent precipitadament a les cases en flames, estaven coberts i amuntegats uns sobre els altres, cremats fins a la mort.
"Aquells que van morir hi havia en total 2.500, una mica més o menys: dels cristians van caure dos-cents ... Dels vius, cent cinquanta (150) Els cristians havien rebut set-cents ferits ..."
Elvas va assenyalar més tard que quatre-cents porcs van morir en la conflagració.
El nombre exacte dels morts no es coneix, però els registres espanyols del moment indiquen el nombre de morts indis entre 2500 i 3000. Aquesta gamma faria de la batalla un dels més sagnants registrades en la història d'Amèrica del Nord.